# Luçon (Vendée)
Luçon és un municipi francès situat al departament de Vendée i a la regió de País del Loira. L'any 2007 tenia 9.722 habitants.

## Demografia

### Població
El 2007 la població de fet de Luçon era de 9.722 persones. Hi havia 4.484 famílies de les quals 1.720 eren unipersonals (612 homes vivint sols i 1.108 dones vivint soles), 1.416 parelles sense fills, 988 parelles amb fills i 360 famílies monoparentals amb fills.
La població ha evolucionat segons el següent gràfic:
Habitants censats

### Habitatges
El 2007 hi havia 5.050 habitatges, 4.537 eren l'habitatge principal de la família, 114 eren segones residències i 399 estaven desocupats. 3.625 eren cases i 1.379 eren apartaments. Dels 4.537 habitatges principals, 2.646 estaven ocupats pels seus propietaris, 1.726 estaven llogats i ocupats pels llogaters i 165 estaven cedits a títol gratuït; 200 tenien una cambra, 416 en tenien dues, 810 en tenien tres, 1.348 en tenien quatre i 1.763 en tenien cinc o més. 2.847 habitatges disposaven pel capbaix d'una plaça de pàrquing. A 2.508 habitatges hi havia un automòbil i a 1.302 n'hi havia dos o més.

### Piràmide de població
La piràmide de població per edats i sexe el 2009 era:
| Homes | Edats   | Dones |
| ----- | ------- | ----- |
| 12    | 95 o +  | 12    |
| 40    | 90 a 94 | 72    |
| 64    | 85 a 89 | 132   |
| 76    | 80 a 84 | 92    |
| 236   | 75 a 79 | 336   |
| 232   | 70 a 74 | 352   |
| 228   | 65 a 69 | 300   |
| 252   | 60 a 64 | 248   |
| 200   | 55 a 59 | 240   |
| 240   | 50 a 54 | 280   |
| 332   | 45 a 49 | 344   |
| 300   | 40 a 44 | 360   |
| 268   | 35 a 39 | 256   |
| 300   | 30 a 34 | 312   |
| 329   | 25 a 29 | 256   |
| 260   | 20 a 24 | 340   |
| 320   | 15 a 19 | 288   |
| 252   | 10 a 14 | 268   |
| 300   | 5 a 9   | 228   |
| 216   | 0 a 4   | 164   |

## Economia
El 2007 la població en edat de treballar era de 5.832 persones, 3.923 eren actives i 1.909 eren inactives. De les 3.923 persones actives 3.479 estaven ocupades (1.861 homes i 1.618 dones) i 444 estaven aturades (173 homes i 271 dones). De les 1.909 persones inactives 706 estaven jubilades, 632 estaven estudiant i 571 estaven classificades com a «altres inactius».

### Ingressos
El 2009 a Luçon hi havia 4.445 unitats fiscals que integraven 9.450 persones, la mediana anual d'ingressos fiscals per persona era de 16.887 €.

### Activitats econòmiques
Dels 644 establiments que hi havia el 2007, 5 eren d'empreses extractives, 17 d'empreses alimentàries, 3 d'empreses de fabricació de material elèctric, 6 d'empreses de fabricació d'elements pel transport, 30 d'empreses de fabricació d'altres productes industrials, 64 d'empreses de construcció, 186 d'empreses de comerç i reparació d'automòbils, 13 d'empreses de transport, 38 d'empreses d'hostatgeria i restauració, 6 d'empreses d'informació i comunicació, 42 d'empreses financeres, 35 d'empreses immobiliàries, 67 d'empreses de serveis, 82 d'entitats de l'administració pública i 50 d'empreses classificades com a «altres activitats de serveis».
Dels 146 establiments de servei als particulars que hi havia el 2009, 1 era una oficina d'administració d'Hisenda pública, 1 oficina del servei públic d'ocupació, 1 gendarmeria, 1 oficina de correu, 8 oficines bancàries, 1 funerària, 15 tallers de reparació d'automòbils i de material agrícola, 2 tallers d'inspecció tècnica de vehicles, 3 autoescoles, 9 paletes, 11 guixaires pintors, 11 fusteries, 7 lampisteries, 7 electricistes, 3 empreses de construcció, 18 perruqueries, 2 veterinaris, 3 agències de treball temporal, 21 restaurants, 12 agències immobiliàries, 3 tintoreries i 6 salons de bellesa.
Dels 78 establiments comercials que hi havia el 2009, 2 eren hipermercats, 3 supermercats, 2 grans superfícies de material de bricolatge, 1 una botiga de més de 120 m², 1 una botiga de menys de 120 m², 9 fleques, 6 carnisseries, 3 peixateries, 3 llibreries, 20 botigues de roba, 3 botigues d'equipament de la llar, 5 sabateries, 3 botigues d'electrodomèstics, 2 botigues de mobles, 4 botigues de material esportiu, 1 una botiga de material de revestiment de parets i terra, 1 un drogueria, 1 una perfumeria, 2 joieries i 6 floristeries.
L'any 2000 a Luçon hi havia 37 explotacions agrícoles que ocupaven un total de 2.052 hectàrees.

## Equipaments sanitaris i escolars
El 2009 hi havia 1 hospital de tractaments de curta durada, 1 hospital de tractaments de mitja durada (seguiment i rehabilitació), 1 un hospital de tractaments de llarga durada, 2 psiquiàtrics, 1 centre d'urgències, 5 farmàcies i 2 ambulàncies.
El 2009 hi havia 4 escoles maternals i 4 escoles elementals. A Luçon hi havia 3 col·legis d'educació secundària i 2 liceus d'ensenyament general. Als col·legis d'educació secundària hi havia 1.316 alumnes i als liceus d'ensenyament general 1.212.
Luçon disposava d'un centre de formació no universitària superior de formació sanitària.

## Poblacions més properes
El següent diagrama mostra les poblacions més properes.